# Пікнотроп
Пікнотроп (англ. pyknotrop; нім. Pyknotrop m) — мінерал, силікат магнію — продукт зміни силікатів, подібний до серпентину. Також — забруднений домішками серпентин. Від грецьк. «пікнотропос» — щільної будови (J.F.A.Breihaupt, 1831).